# John G. Blystone
John G. Blystone (2 de diciembre de 1892 – 6 de agosto de 1938) fue un director y productor cinematográfico de nacionalidad estadounidense, activo principalmente en la época del cine mudo.

## Biografía
Nacido en Rice Lake, Wisconsin (Estados Unidos), dirigió 100 filmes entre 1915 y 1938, debutando en la dirección en el año 1915 con el cortometraje Their Last Haul. La última producción dirigida por él fue Block-Heads (1938), cinta protagonizada por Stan Laurel y Oliver Hardy.
John G. Blystone falleció en Los Ángeles, California, en 1938, a causa de un infarto agudo de miocardio. Fue enterrado en el Cementerio Valhalla Memorial Park, en Hollywood.
Blystone era hermano del actor Stanley Blystone y del ayudante de dirección Jasper Blystone.

## Filmografía

### Director
- Their Last Haul (1915)
- Rough But Romantic (1915)
- A Change in Lovers (1915)
- Under the Table (1915)
- Shaved in Mexico (1915)
- A Stool Pigeon's Revenge (1915)
- Love and Sour Notes (1915)
- Broken Hearts and Pledges (1915)
- The Child Needs a Mother (1915)
- The Double's Troubles (1916)
- The Great Smash (1916)
- A Busted Honeymoon (1916)
- How Stars Are Made (1916)
- Pirates of the Air (1916)
- Unhand Me, Villain! (1916)
- Tillie's Terrible Tumbles (1916)
- Cold Hearts and Hot Flames (1916)
- Alice in Society (1916)
- Tattle-Tale Alice (1916)
- Love on Crutches (1917)
- Balloonatics (1917)
- Automaniacs (1917)
- Neptune's Naughty Daughter (1917)
- Her Bareback Career (1917)
- She Did Her Bit (1917)
- Oh, Baby! (1918)
- What's the Matter with Father? (1918)
- Her Unmarried Life (1918)
- In Dutch (1918)
- Choo Choo Love (1918)
- Hey, Doctor! (1918)
- Virtuous Husbands (1919)
- The Yellow Dog Catcher (1919)
- Footlight Maids (1919)
- Back to Nature Girls (1919)
- Her Naughty Wink (1920)
- The Great Nickel Robbery (1920)
- Dangerous Eyes (1920)
- Slipping Feet (1920)
- Chase Me (1920)
- Don't Tickle (1920)
- The Huntsman (1920)
- Pretty Lady (1920)
- All Wrong (1921)
- The Jockey (1921)
- The Guide (1921)
- The Sailor (1921)
- The Toreador (1921)
- The Chauffeur (1921)
- The Reporter (1922)
- The Pirates (1922)
- Lazy Bones (1922)
- My Hero (1922)
- A Friendly Husband (1923)
- Where There's a Will (1923)
- Soft Boiled (1923)
- Why Pay Rent? (1923)
- La ley de la hospitalidad (1923)
- Ladies to Board (1924)
- Oh, You Tony! (1924)
- The Last Man on Earth (1924)
- Teeth (1924)
- Dick Turpin (1925)
- The Lucky Horseshoe (1925)
- The Everlasting Whisper (1925)
- The Best Bad Man (1925)
- My Own Pal (1926)
- Hard Boiled (1926)
- The Family Upstairs (1926)
- Wings of the Storm (1926)
- Ankles Preferred (1927)
- Slaves of Beauty (1927)
- Pajamas (1927)
- Sharp Shooters (1928)
- Mother Knows Best (1928)
- Captain Lash (1929)
- Thru Different Eyes (1929)
- The Sky Hawk (1929)
- The Big Party (1930)
- So This Is London (1930)
- Tol'able David (1930)
- Princess and the Plumber (1930)
- Men on Call (1930)
- Mr. Lemon of Orange (1931)
- Young Sinners (1931)
- Charlie Chan's Chance (1932)
- Quería un millonario (1932)
- Amateur Daddy (1932)
- The Painted Woman (1932)
- Too Busy to Work (1932)
- Hot Pepper (1933)
- Shanghai Madness (1933)
- My Lips Betray (1933)
- Coming-Out Party (1934)
- Change of Heart (1934)
- Hell in the Heavens (1934)
- The County Chairman (1935)
- Bad Boy (1935)
- Gentle Julia (1936)
- Little Miss Nobody (1936)
- Magnificent Brute (1936)
- Great Guy (1936)
- 23 1/2 Hours Leave (1937)
- Woman Chases Man (1937)
- Music for Madame (1937)
- Swiss Miss (1938)
- Block-Heads (1938)

### Productor
- The Big Party (1930)
- Thru Different Eyes (1929)
- Hard Boiled (1926)
- The Everlasting Whisper (1925)
- The Lucky Horseshoe (1925)
- Hey, Doctor! (1918)
- Ambrose and His Widow (1918)
- Ambrose, the Lion Hearted (1918)
- Ambrose's Icy Love (1918)
- Chicken Chased and Henpecked (1917)

### Guionista
- Roped Into Scandal (1917)
- Counting Out the Count (1917)
- The Torpedo Pirates (1918)
- A Friendly Husband (1923)
- Soft Boiled (1923)
- Ankles Preferred (1927)

### Actor
- The Wheel of Life, de Wallace Reid (1914)
- Cupid Incognito (1914)
- Passing of the Beast (1914)
- A Wife on a Wager (1914)